# Megaselia hectochaeta
Megaselia hectochaeta är en tvåvingeart som beskrevs av Schmitz och Rudolf Beyer 1965. Megaselia hectochaeta ingår i släktet Megaselia och familjen puckelflugor. Arten har ej påträffats i Sverige. Inga underarter finns listade i Catalogue of Life.